# لی هو-یون
لی هو-یون (انگلیسی: Lee Ho-youn؛ زادهٔ ۳ مهٔ ۱۹۷۱) بازیکن هندبال اهل کره جنوبی است.